# 通用阵列逻辑
通用阵列逻辑（英語：Generic Array Logic, GAL）是Lattice半導體公司於1980年代中期，以可程式化陣列邏輯（PAL）為基礎所強化修改成的一種可程式化邏輯裝置（PLD）。
就外型封裝型態上與接腳數目上，GAL與可程式邏輯陣列並沒有太大的差別，甚至在晶片的編號規則上都有相同的命名脈絡與規則可循，如16V8、22V10等，真正的差別在於晶片內部的表現特性，在程式燒錄的特性上，GAL不像傳統可程式邏輯陣列只能燒錄一次（One-Time Programmable，OTP），而是能多次燒錄、多次清除晶片內的（數位邏輯）程式。
除此之外，GAL在邏輯訊號的輸出接腳上進行強化，追加了輸出邏輯巨集格（Output Logic Macro Cell，OLMC）的設計，即是為原本單純的组合逻辑解碼、輸出，在輸出前加上簡易的时序逻辑控制，讓輸出結果可以被閂鎖持留（Latch，多使用D型正反器），或強制設定（Set，邏輯1）、強制清除（Clear，邏輯0）、或由外部的致能、啟動（EN＝Enable）接腳來控制、或由外部時脈信號（CLK＝Clock）輸入來控制等。其他也包括：自行決定解碼輸出的預設輸出邏輯準位（Hi或Lo）、採行互補的輸出邏輯、互斥或的輸出邏輯、同步輸出或非同步輸出。
GAL雖為Lattice半導體公司所自創自推，但整體特性仍與PAL無太大差別，原有PAL所用的燒錄程式檔（合乎JEDEC所規範的標準格式）也可輕易轉換成GAL所用的燒錄程式檔，此外之後也有更進一步強化的ispGAL，isp即in-system programmability的意思，ispGAL可以在已經焊接的應用電路上後，不需解焊拔除，而直接以外接探針（probe）的臨時連接，或原有的應用電路設計時就有將再次燒錄的電路加以考慮，進行再次的程式清除、燒錄等修改更新，不過這必須是在原應用電路停止運作下才能行使，而今日較複雜的CPLD、FPGA已經能一邊運作一邊進行內部邏輯程式的更新。

## 附註
1. ^  - 僅能燒錄一次，在製程結構上除了採行早期的熔絲（Fuse）或反熔絲（Anti-Fuse）等PROM作法外，也有可能採用EPROM方式製造，再搭配不具透光玻璃窗的封裝方式。